# Megastachya mucronata
Megastachya mucronata är en gräsart som först beskrevs av Jean Louis Marie Poiret, och fick sitt nu gällande namn av Ambroise Marie François Joseph Palisot de Beauvois. Megastachya mucronata ingår i släktet Megastachya och familjen gräs. Inga underarter finns listade i Catalogue of Life.